# Гардемарины (франшиза)
«Гардемарины» — условное название медиафраншизы в историко-приключенческом жанре, включающей романы Нины Соротокиной и фильмы по их мотивам. Действие всех произведений происходит в России XVIII века. Главные герои — Алексей Корсак, Александр Белов и Никита Оленев, русские дворяне, в юности вместе учившиеся в Навигацкой школе. Их приключения и любовные дела неизменно связаны с судьбой России.

## Содержание

### Книги
Юрий Нагибин, Нина Соротокина, Светлана Дружинина. Киносценарий «Виват, гардемарины!» (1986) был опубликован в 1992 году.
| Публ. | Название                   | Варианты названия                                                            |
| ----- | -------------------------- | ---------------------------------------------------------------------------- |
| 1990  | «Трое из навигацкой школы» | «Гардемарины, вперёд!»; «Трое из навигацкой школы, или Гардемарины, вперёд!» |
| 1992  | «Свидание в Петербурге»    | «Свидание в Санкт-Петербурге»                                                |
| 1993  | «Канцлер»                  |                                                                              |
| 1994  | «Закон парности»           |                                                                              |

### Фильмы
- четырёхсерийный телефильм «Гардемарины, вперёд!» (1987);
- фильм «Виват, гардемарины!» (1991);
- фильм «Гардемарины III» (1992);
- фильм «Гардемарины 1787. Мир» (2020);
- фильм «Гардемарины 1787. Война» (2023).

Все эти фильмы сняты режиссёром Светланой Дружининой.
Актёры
| Персонаж                                          | Фильм                | Фильм               | Фильм               | Фильм                     | Фильм                   |
| Персонаж                                          | Гардемарины, вперёд! | Виват, гардемарины! | Гардемарины III     | Гардемарины 1787. Мир     | Гардемарины 1787. Война |
| ------------------------------------------------- | -------------------- | ------------------- | ------------------- | ------------------------- | ----------------------- |
| Алексей Ко́рсак                                    | Дмитрий Харатьян     | Дмитрий Харатьян    | Дмитрий Харатьян    | Дмитрий Харатьян          | Дмитрий Харатьян        |
| Никита Оленев                                     | Владимир Шевельков   | Михаил Мамаев       | Михаил Мамаев       | Михаил Мамаев             | Михаил Мамаев           |
| Александр Белов                                   | Сергей Жигунов       | Сергей Жигунов      |                     |                           |                         |
| Павел Горин                                       |                      |                     | Александр Домогаров | Александр Домогаров       | Александр Домогаров     |
| Софья Зотова                                      | Ольга Машная         | Ольга Машная        |                     | Ольга Машная              | Ольга Машная            |
| Анастасия Ягужинская                              | Татьяна Лютаева      | Татьяна Лютаева     |                     |                           |                         |
| шевалье де Брильи                                 | Михаил Боярский      | Михаил Боярский     |                     | Михаил Боярский           |                         |
| императрица Елизавета Петровна                    | Елена Цыплакова      | Наталья Гундарева   | Наталья Гундарева   |                           |                         |
| вице-канцлер / канцлер Алексей Петрович Бестужев  | Евгений Евстигнеев   | Евгений Евстигнеев  | Евгений Евстигнеев  |                           |                         |
| Гаврила, камердинер Оленева                       | Виктор Борцов        | Виктор Борцов       |                     |                           |                         |
| Иван, сторож в охотничьем домике                  | Алексей Ванин        | Алексей Ванин       |                     |                           |                         |
| Жак, слуга де Брильи                              | Владимир Балон       | Владимир Балон      |                     |                           |                         |
| маркиз Шетарди                                    | Евгений Данчевский   | Сергей Мигицко      |                     |                           |                         |
| агент Тайной канцелярии Василий Фёдорович Лядащев | Александр Абдулов    |                     |                     |                           |                         |
| лейб-медик Лесток                                 | Владислав Стржельчик |                     |                     |                           |                         |
| принцесса Фике / императрица Екатерина II         |                      | Кристина Орбакайте  | Кристина Орбакайте  | Кристина Орбакайте        |                         |
| герцогиня Иоганна Ангальт-Цербстская              |                      | Людмила Гурченко    | Людмила Гурченко    |                           |                         |
| Фридрих II, король Пруссии                        |                      | Паул Буткевич       | Херб Андресс        |                           |                         |
| барон фон Брокдорф                                |                      |                     | Виктор Раков        |                           |                         |
| фельдмаршал Апраксин                              |                      |                     | Юрий Яковлев        |                           |                         |
| Шурка, сын Ко́рсака и Софьи                        |                      |                     |                     | Андрей Лаптев             | Андрей Лаптев           |
| Александра, дочь Белова и Ягужинской              |                      |                     |                     | Ника Здорик               | Ника Здорик             |
| Джулиано де Ломбарди, капитан галеры «Десна»      |                      |                     |                     | Фёдор Гамалея             | Фёдор Гамалея           |
| Алексей Бобринский                                |                      |                     |                     | Даниил Зайцев             |                         |
| граф Алексей Григорьевич Орлов                    |                      |                     |                     | Александр Лазарев-младший |                         |
| генерал-аншеф Александр Васильевич Суворов        |                      |                     |                     |                           | Владимир Суровцев       |
| адмирал Мордвинов                                 |                      |                     |                     |                           | Роман Мадянов           |
| закадровый текст от автора                        |                      | Вячеслав Тихонов    | Вячеслав Тихонов    | Никита Тюнин              | Никита Тюнин            |

## Создание
Советская писательница Нина Соротокина написала историко-приключенческий роман «Трое из навигацкой школы», который долго не могла опубликовать. Наконец, в 1982 году она направила рукопись режиссёру Светланой Дружининой, и та согласилась снять по мотивам романа фильм. Авторами сценария стали Соротокина и Юрий Нагибин. Главные роли получили начинающие актёры Дмитрий Харатьян, Сергей Жигунов и Владимир Шевельков. При этом в ролях второго плана в фильме появилось множество выдающихся советских актёров: Иннокентий Смоктуновский, Евгений Евстигнеев, Александр Абдулов, Михаил Боярский, Владислав Стржельчик, Виктор Павлов, Семён Фарада.
Картина, получившая название «Гардемарины, вперёд!», стала мини-сериалом с элементами мюзикла, состоящим из четырёх эпизодов. Песни для неё написали поэт Юрий Ряшенцев и композитор Виктор Лебедев. Фильм был впервые показан по телевидению в январе 1988 года и имел большой успех.
В 1989 году начались съёмки второй части, «Виват, гардемарины!», в которой Шевелькова заменил Михаил Мамаев. Позже на экраны вышел фильм «Гардемарины III» (1995). В конце 2023 года состоялась премьера дилогии — картин «Гардемарины 1787. Мир» и «Гардемарины 1787. Война». Во всех этих проектах режиссёром была Светлана Дружинина, а в «Мире» и «Войне» она была ещё и единственным сценаристом (Нагибин умер ещё в 1994 году, а Соротокина — в 2019).
Кинокритик из «Газета.ру» так описывает историю франшизы: «Оригинальный сериал по мотивам рукописи Нины Соротокиной, безуспешно подражавшей Александру Дюма с его мушкетерами, начали снимать еще даже до объявления Перестройки. Так что поначалу „Гардемарины“ по инерции производили несколько своеобразное впечатление своей уверенно-нагловатой романтизацией дворянского сословия в частности и царской России в целом. Но под натиском брызжущей харизмы Сергея Жигунова, Дмитрия Харатьяна и Владимира Шевелькова (плюс Михаила Боярского с метаролью д’Артаньяна-недоброжелателя) вскинутые брови вроде как начали возвращаться на исходные позиции. Да и в целом ветер переменился: премьеру сиквела „Виват, гардемарины!“ в свое время переносили на полторы недели из-за Августовского путча (параллельно еще шли съемки третьей части), а в прокат картина вышла 6 декабря 1991 года, за два дня до подписания Беловежских соглашений. Словом, в 1988 году „Гардемарины“ казались забавной причудой. Из 2023 года они ощущаются предзнаменованием имперской реставрации».